# 貢氏真吸唇鱨
貢氏真吸唇鱨，為輻鰭魚綱鯰形目倒立鯰科真吸唇鱨屬的其中一種，分布於非洲剛果河流域，體長可達19公分，棲息在底層水域。

## 扩展阅读
維基物種上的相關：貢氏真吸唇鱨